# Андрейцево (Владимирская область)
Андрейцево — деревня в Камешковском районе Владимирской области России, входит в состав Пенкинского муниципального образования.

## География
Деревня расположена в 9 км на северо-запад от центра поселения деревни Пенкино и в 18 км на юго-запад от райцентра Камешково.

## История
В конце XIX — начале XX века деревня входила в состав Лаптевской волости Владимирского уезда, с 1924 года — в составе Второвской волости. В 1859 году в деревне числилось 36 дворов, в 1905 году — 90 дворов, в 1926 году — 103 хозяйств.
С 1929 года деревня являлась центром Андрейцевского сельсовета Владимирского района, с 1940 года — в составе Гатихинского сельсовета Камешковского района, с 1954 года — в составе Пенкинского сельсовета, с 2005 года — в составе Пенкинского муниципального образования.

## Население
| 1859 | 1905 | 1926 |
| ---- | ---- | ---- |
| 268  | 338  | 482  |

| 1859 | 1905 | 1926 | 2002 | 2010 | 2021 |
| ---- | ---- | ---- | ---- | ---- | ---- |
| 268  | ↗338 | ↗482 | ↘11  | ↘2   | ↗32  |